# Blacksburg, Virginia
Blacksburg är en stad i Montgomery County i delstaten Virginia, USA med 42 620 invånare (2010). Här skedde Skolmassakern på Virginia Tech år 2007.

### Fotnoter
1. ↑  U.S. Census Bureau, State & County QuickFacts: Blacksburg (town), Virginia Arkiverad 2 januari 2013 hämtat från the Wayback Machine.